# Per Castorin
Per Castorin, född 1680, död 1737, var en svensk borgmästare och riksdagsman.

## Biografi
Per Castorin föddes 1680. Han var student vid Uppsala universitet och blev 1709 borgmästare i Hudiksvalls stad. Castorin var riksdagsledamot för borgarståndet i Hudiksvall vid riksdagen 1710 och riksdagen 1719. Han avled 1737.

### Familj
Castorin var gift med Margareta Enander.